# Fornfrisiska

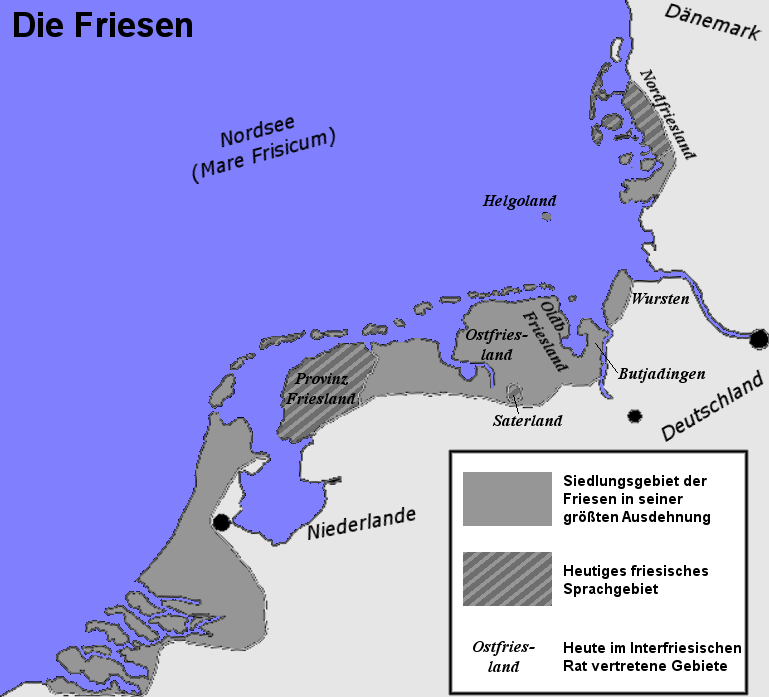
utbredning av frisiska

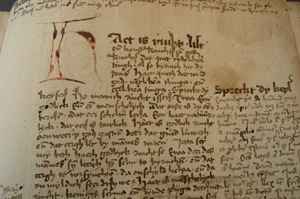
Roordakodexen innehåller lagtexter från cirka 1490 på latin och fornfrisiska.

Fornfrisiska var ett västgermanskt språk som talades mellan 700- och 1700-talen längs Nordsjökusten mellan Rhenflodens och Weserflodens mynningar. De frisiska bosättare som flyttade till södra Jutland (idag norra Friesland) talade också fornfrisiska, men deras dialekt finns inte nedritad. Språket talat av de tidigare folket mellan Zuiderzee och Emsfloden (de Frisier som nämndes av Tacitus) kan endast påvisas efter några få tilltalsnamn och ortnamn. Fornfrisiska utvecklades till medelfrisiska som talades från 1700-talet in på 1800-talet.
Under den tidiga medeltiden talades frisiska längs hela södra Nordsjökusten. Denna region har även kallats större frisien, eller Magna Frisia, och i flera delar av området värdesätts ännu det frisiska arvet. Vid cirka 1300 hade frisernas territorium trängts tillbaka till Zuiderzee (idag IJsselmeer) och det frisiska språket överlevde endast som ett stratum.
Fornfrisiska är närmst besläktat med fornengelskan. Detta på grund av den delade historian och kulturen mellan frisierna och folken från norra Tyskland och södra Danmark som kom att bosätta England från 400-talet och framåt.